# Alessandro Grossato
Alessandro Grossato (Padova, 23 aprile 1955) è un orientalista, storico delle religioni e geopolitico italiano.

## Biografia

### Formazione ed attività accademica
Figlio dello storico dell'arte Lucio Grossato, da lui eredita la passione per la cultura figurativa, ma anche l'interesse per l'Oriente e la storia delle religioni. Frequenta il Liceo classico "Tito Livio" di Padova, dove coltiva in particolare lo studio della storia e della filosofia sotto la guida del professor Ettore Luccini. Nel 1981, segue il corso di Lingua e letteratura hindi del professor Laxman Prasad Mishra, un bramino chiamato in Italia da Giuseppe Tucci, e si laurea a Venezia in Lingue e letterature orientali con una tesi di storia dell'arte dell'India e dell'Asia centrale dal titolo Aspetti della simbolica vegetale hindu. Dal 1997 è membro dell'Associazione italiana per gli studi cinesi (A.I.S.C.). Gradualmente estende la propria competenza anche alla storia dell'Islam indiano e dei rapporti culturali fra l'India e la Cina. Dal 1998 al 2011 insegna presso diverse università italiane: Università di Trieste-Gorizia (cattedra di Storia e istituzioni dell'Asia meridionale), Università di Padova (Storia dell'Islam indiano e indonesiano), Università di Trento (Pensiero islamico) e Facoltà Teologica del Triveneto (Spiritualità islamica). Dal 2012 è Socio della Società italiana di storia delle religioni (SISR) e full member dell'European Society for the Study of Western Esotericism (ESSWE). Dall'aprile 2012 è docente di Mistica comparata presso la Scuola superiore di filosofia orientale e comparativa di Rimini.

### Attività scientifica
Dal 1984 al 1989 partecipa alla missione archeologica italiana in Nepal organizzata dall'Istituto per il Medio ed Estremo Oriente di Roma, oggi Istituto Italiano per l'Africa e l'Oriente (Is.I.A.O.), del quale è socio ordinario dal 1987. Qui studia il grande ciclo krishnaita di pitture murali del Palazzo Reale di Bhaktapur, commissionate nel XVII secolo dal Re Bhupatindra Malla, ed il simbolismo della pianta urbana di Hadigaon, quartiere orientale di Kathmandu. Il costante interesse per la comparazione dei fenomeni religiosi, e più in particolare per le forme e le correnti dell'esoterismo sia orientale che occidentale, lo conduce a fondare due nuovi importanti periodici: nel 2004 la collana Viridarium della Fondazione Giorgio Cini di Venezia che tuttora dirige assieme a Francesco Zambon; e nel 2008, assieme a Carlo Saccone, i Quaderni di Studi Indo-Mediterranei, rivista annuale dell'Università di Bologna. Sempre nel 2004, la sua crescente passione per la Geopolitica delle religioni, lo spinge a fondare assieme a Lorenzo Gadaleta il Limes Club di Padova, di cui è coordinatore. Dal 2011 è senior fellow dell'Istituto di Politica, e membro del comitato di direzione della Rivista di Politica edita da Rubbettino e diretta da Alessandro Campi. Fra le sue principali pubblicazioni: Navigatori e Viaggiatori Veneti in India. Da Marco Polo ad Angelo Legrenzi (Olschki, Firenze 1994); Il libro dei simboli. Metamorfosi dell'umano tra Oriente e Occidente (Mondadori, Milano 1999, tradotto in lingua francese e spagnola); Il mito della Fenice in Oriente e in Occidente (Marsilio, Venezia 2004).

## Saggi e curatele
- Catalogo del Fondo Alain Daniélou, Firenze, Leo S. Olschki, 1990. ISBN 88-222-3783-8
- Navigatori e viaggiatori veneti sulla rotta per l'India. Da Marco Polo ad Angelo Legrenzi, pref. di Stefano Rosso-Mazzinghi, Firenze, Leo S. Olschki, 1994. ISBN 978-88-222-4241-9
- Il libro dei simboli. Metamorfosi dell'umano tra Oriente ed Occidente, Arnoldo Mondadori Editore, Milano, ottobre 1999. ISBN 88-04-47239-1
- Le Livre des symboles. Les métamorphoses de l'humain entre l'Orient et l'Occident, Éditions du Rocher, Monaco 2000. ISBN 22-680-3739-8
- El libro de los símbolos. Metamorfosis de lo humano entre Oriente y Occidente, Grijalbo Mondadori, Barcelona 2000. ISBN 978-84-2533-480-1
- La corrispondenza fra Alain Daniélou e René Guénon (1947-1950), Orientalia Venetiana XIII, Leo S. Olschki, Firenze 2002. ISBN 88-222-5099-0
- L'India di Nicolò de' Conti. Un manoscritto del Libro IV del De Varietate Fortunae di Francesco Poggio Bracciolini da Terranova (Marc. 2560), Editoriale Programma, Padova 1994. ISBN 978-88-7123-133-4
- Alessandro Grossato – Francesco Zambon, Il mito della Fenice in Oriente e in Occidente, Marsilio Editori, Venezia, novembre 2004. ISBN 978-88-317-8614-0
- Elia e al Khidr. L'archetipo del maestro invisibile, Viridarium I, Edizioni Medusa, Milano 2004. ISBN 978-88-881-3071-2
- Le vie spirituali dei briganti, Viridarium III, Milano, Edizioni Medusa 2006. ISBN 978-88-769-8072-5
- Forme e correnti dell'esoterismo occidentale, Viridarium V, Milano, Edizioni Medusa 2008. ISBN 978-887-698-177-7
- La montagna cosmica, Viridarium VII, Milano, Edizioni Medusa 2010, pp. 164 [7° numero della Collana Viridarium, edita dalla Fondazione Giorgio Cini di Venezia. ISBN 978-887-698-208-8
- Umana, divina Malinconia, Quaderni di Studi Indo-Mediterranei III, Alessandria, Edizioni dell'Orso, 2010. ISBN 978-88-6274-254-2

## Contributi a opere enciclopediche
Per il secondo supplemento, in due volumi, dell'Enciclopedia dell'Arte Antica Classica e Orientale, edito dall'Istituto della Enciclopedia Italiana (Treccani), le voci: Albero del Mondo (India); Hindu, iconografia; Matrika.